# Ehrenkreuz des Weltkrieges

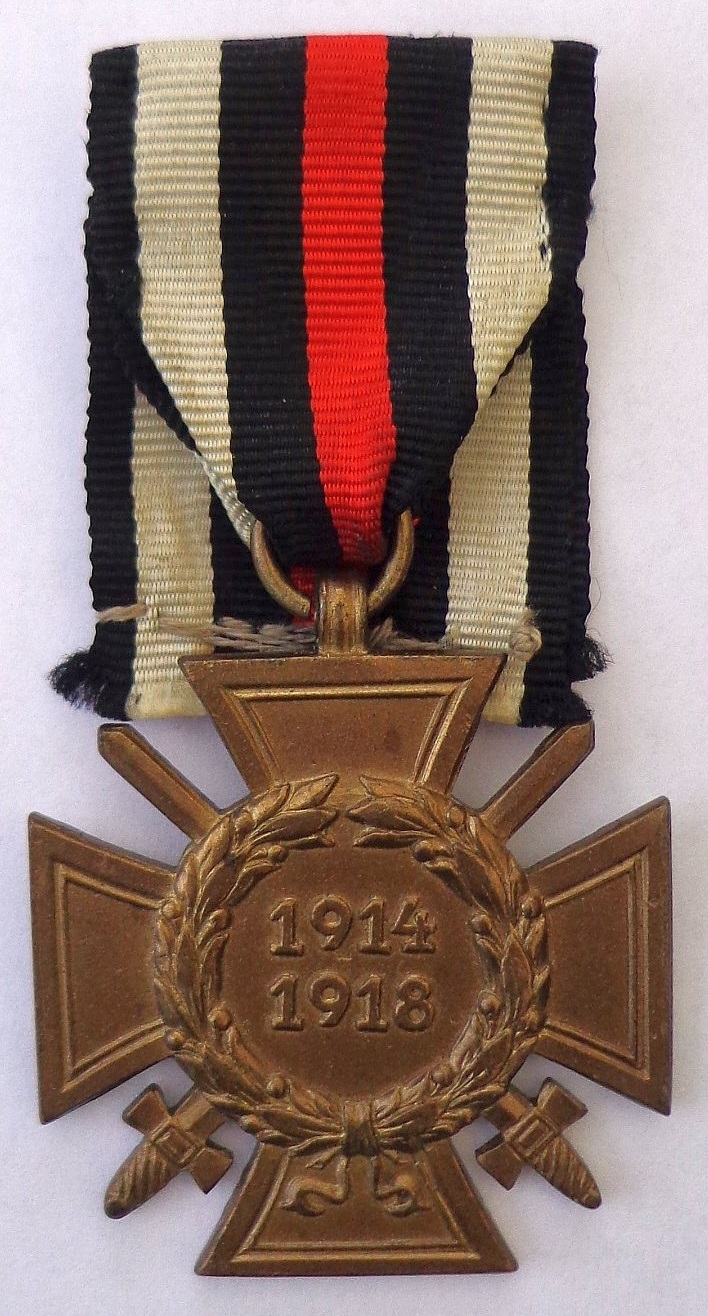
Ehrenkreuz des Weltkrieges 1914/1918 mit Schwertern

Das Ehrenkreuz des Weltkrieges (oft auch nach seiner häufigsten Verleihungsstufe Ehrenkreuz für Frontkämpfer oder Frontkämpferehrenkreuz benannt) wurde am 13. Juli 1934 durch den Reichspräsidenten Paul von Hindenburg anlässlich des 20. Jahrestages des Kriegsbeginns 1914 gestiftet und war eine Auszeichnung aus der Zeit des Nationalsozialismus für die Teilnehmer und die Hinterbliebenen von Teilnehmern des Ersten Weltkrieges.
Nach dem Tode Hindenburgs am 2. August 1934 wurde das Ehrenkreuz „im Namen des Führers und Reichskanzlers“, also Adolf Hitlers als Staatsoberhaupt, verliehen.

## Stiftungszweck
Die Eingangsworte der Stiftungsverordnung lauteten:

„Zur Erinnerung an die unvergänglichen Leistungen des deutschen Volkes im Weltkriege 1914/1918 stifte ich ein Ehrenkreuz für alle Kriegsteilnehmer sowie für die Witwen und Eltern gefallener, an den Folgen von Verwundung oder in Gefangenschaft gestorbener oder verschollener Kriegsteilnehmer.“

Das Ehrenkreuz wurde dabei in drei Ausführungen verliehen:
- Ehrenkreuz für Frontkämpfer – mit Schwertern
- Ehrenkreuz für Kriegsteilnehmer – ohne Schwerter
- Ehrenkreuz für die hinterbliebenen Witwen und Eltern gefallener Kriegsteilnehmer – ohne Schwerter.

## Definitionen und Verleihungsvoraussetzungen
- Der Weltkrieg im Sinne der Stiftungsverordnung umfasste die Zeit vom 1. August 1914 bis 31. Dezember 1918.[2]
- Als Verwundung im Sinne der Stiftungsverordnung galten demnach alle äußeren oder inneren Verletzungen durch unmittelbare oder mittelbare Einwirkung von Kampfmitteln.[3]
- Als Kriegsteilnehmer galt jeder Deutsche, der auf deutscher Seite oder auf Seite der Verbündeten Kriegsdienste geleistet hatte.[4]
- Als Frontkämpfer galt jeder reichsdeutsche Kriegsteilnehmer, der bei der fechtenden Truppe an einer Schlacht, einem Gefecht, einem Stellungskampf oder an einer Belagerung teilgenommen hatte.[5] Im Seekrieg galt diese Voraussetzung als erfüllt, wenn dieses Schiff (Kriegs- oder Hilfskriegsschiff) unter Kriegsflagge an einer Kampfhandlung (wozu auch Tätigkeiten wie Minenräumen gehörten) teilgenommen hatten.[6]
- Als Hinterbliebene galten die Witwen und Eltern Gefallener, an den Folgen von Verwundungen oder in Gefangenschaft gestorbener oder verschollener Kriegsteilnehmer. Die Eigenschaft als Witwe galt als erfüllt, wenn die Ehe nicht nach dem 31. Dezember 1918 geschlossen worden war. Im Übrigen berührte eine spätere Wiederverheiratung die Witweneigenschaft nicht.[7] Zu den Eltern im Sinne dieser Verordnung gehörten auch die Stief- und Adoptiveltern.
- Kriegsdienste im Sinne der Verordnung hatte jeder Reichsdeutsche geleistet, wenn er im Ersten Weltkriege zum Deutschen Heer, zur Kaiserlichen Marine oder zu den Luftstreitkräften eingezogen war, sowie das Personal der Freiwilligen Krankenpflege[8], des Kaiserlichen Freiwilligen Automobil-Corps und des Freiwilligen Motorboot-Korps, soweit sich diese im Kriegsgebiet aufgehalten hatten.

## Antrag und Verleihung

Verleihungsurkunde Ehrenkreuz für Frontkämpfer 1914/1918

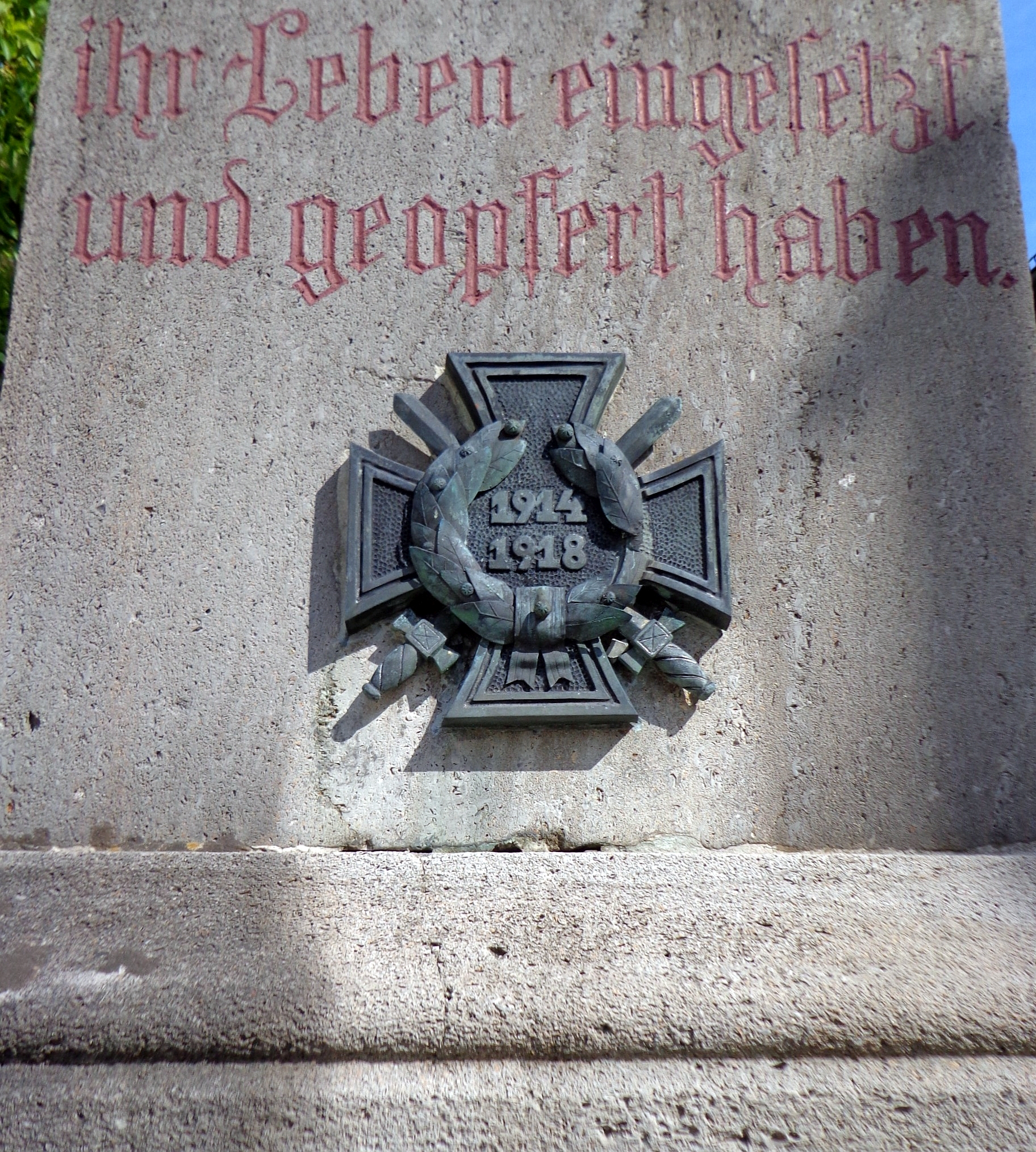
Darstellung des „Ehrenkreuzes für Frontkämpfer“ auf einem Kriegerdenkmal in Tettenweis

Das Ehrenkreuz wurde nur auf Antrag (per Antragsmustervordrucke) verliehen. Bei Eltern war der Vater, falls dieser bereits verstorben war, die Mutter antragsberechtigt. Die Anträge waren bis zum 31. März 1935 zu stellen, obwohl Ausnahmen in begründeten Einzelfällen durchaus auch angenommen worden sind, wenn der Antragsteller einen hinreichenden Grund liefern konnte, warum er die Frist nicht einhalten konnte. Die Anträge waren in der Regel bei der zuständigen Ortspolizeibehörde zu stellen.
Den Anträgen waren die im Besitz des Antragstellers befindlichen Beweisstücke (wie z. B. Militärpässe, Rentenbescheide u. ä.) beizufügen.
Die Verleihung erfolgte i. d. R. durch den Polizeidirektor, Oberbürgermeister (kreisfreie Städte) oder Landrat.
Die Verleihungsbehörde veranlasste, wenn dem Antrag keine oder nicht ausreichende Beweisstücke beigelegt waren und weitere Feststellungen sich als notwendig erwiesen, beim zuständigen Zentralnachweiseamt für Kriegsverluste und Kriegergräber (ZAK) in Berlin-Spandau eine Klärung, ob der Antragsteller Frontkämpfer oder Kriegsteilnehmer war. Die bayerischen Verleihungsbehörden mussten solche Klärungsfälle an die Zweigstelle in München richten, die sächsischen Verleihungsbehörden an die Zweigstelle in Dresden und die württembergischen und badischen Verleihungsbehörden an das Reichsarchiv in Stuttgart.
Die Entscheidung der Verleihungsbehörde konnte nicht angefochten werden, das hieß, es gab keinen Rechtsbehelf gegen diese Entscheidung. Jedoch konnten auch zu Unrecht verliehene Ehrenkreuze vom Reichsminister des Innern aberkannt werden.
Die Verleihung mehrerer Ehrenkreuze an ein und dieselbe Person (z. B. an einen Vater, der selbst gekämpft hatte und einen seiner Söhne im Krieg verloren hatte) war unzulässig.

## Verleihungspraxis
Da Hindenburg knapp drei Wochen nach der Stiftung starb und Hitler dessen Funktionen übernahm, wurde nunmehr das Ehrenkreuz im Namen des Führers und Reichskanzlers verliehen.
Dem Beliehenen wurde ein Besitzzeugnis ausgestellt. Die namentlichen Verleihungsverzeichnisse der Ehrenkreuzinhaber wurden beim Reichsminister des Innern oder in den von ihm bezeichneten Stellen dauerhaft aufbewahrt. Im Falle des Todes des Beliehenen verblieb das Ehrenkreuz seinen Hinterbliebenen als Andenken, durfte jedoch nicht getragen werden. Das Ehrenkreuz wurde durch die Verleihungsbehörde dem Beliehenen samt seinen eingereichten Unterlagen mit Besitzzeugnis übersandt.

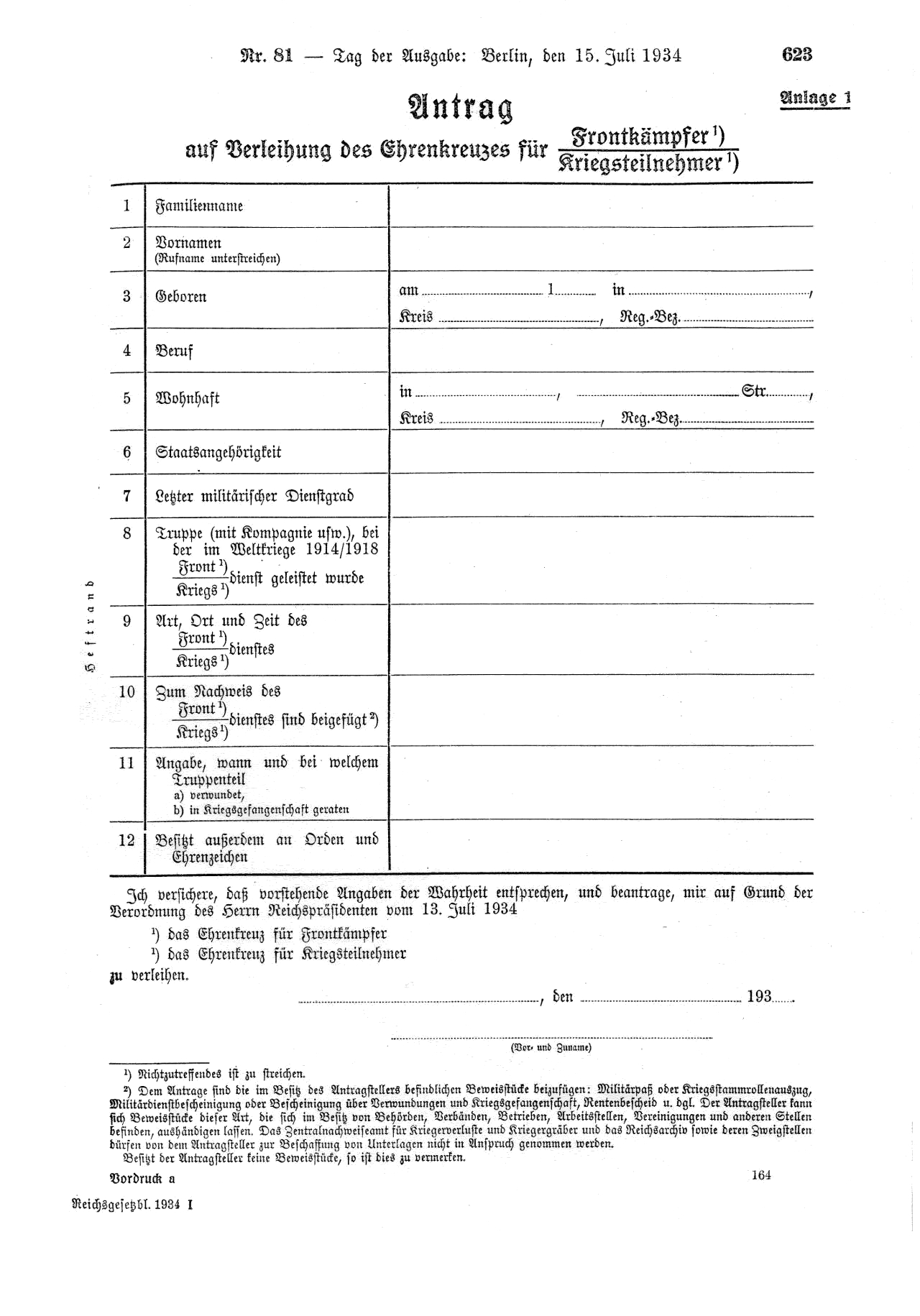
Mustervordruck für Verleihungsantrag für Frontkämpfer oder Kriegsteilnehmer
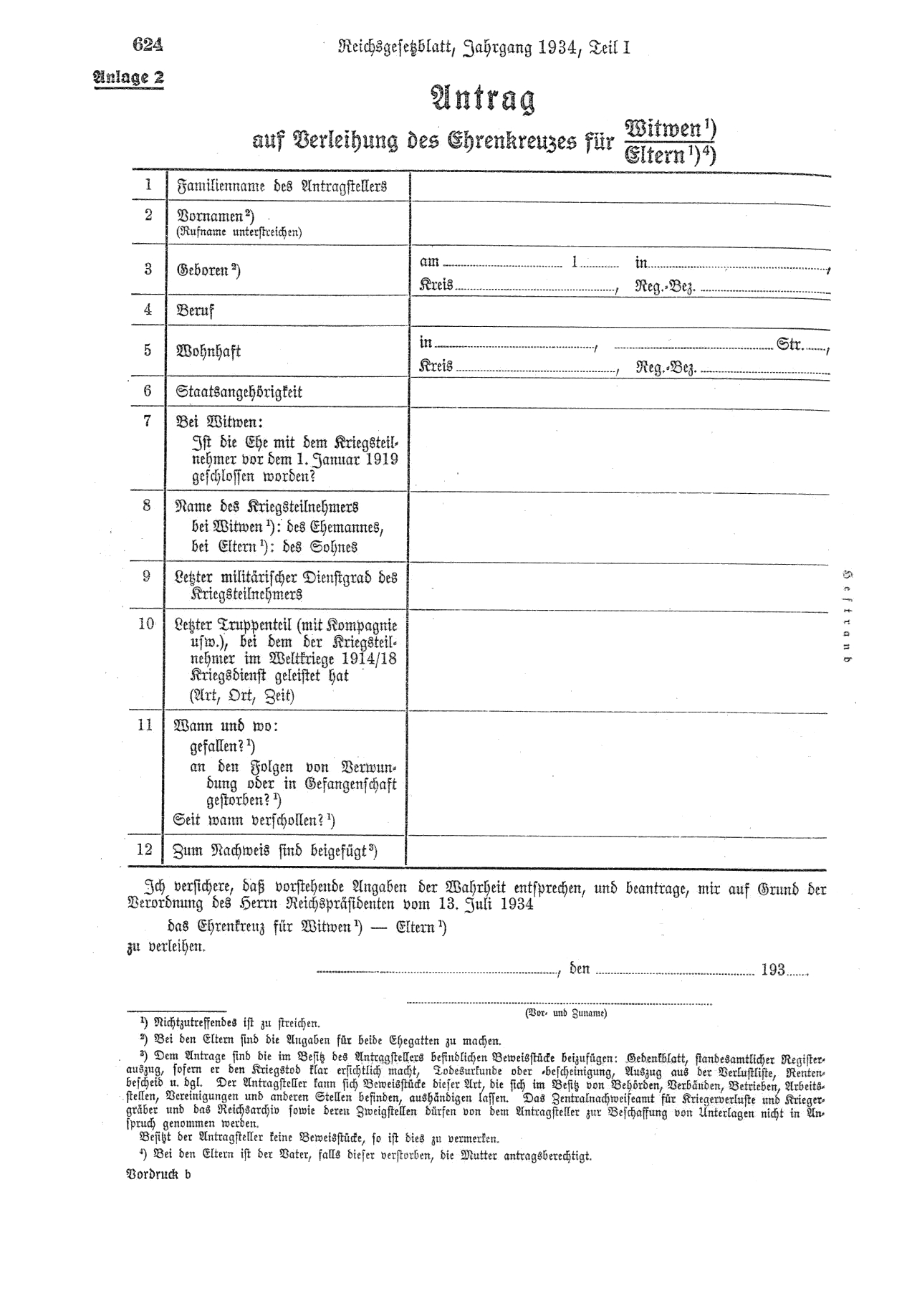
Mustervordruck für Verleihungsantrag auf Ehrenkreuz für die Witwen und Eltern gefallener Kriegsteilnehmer
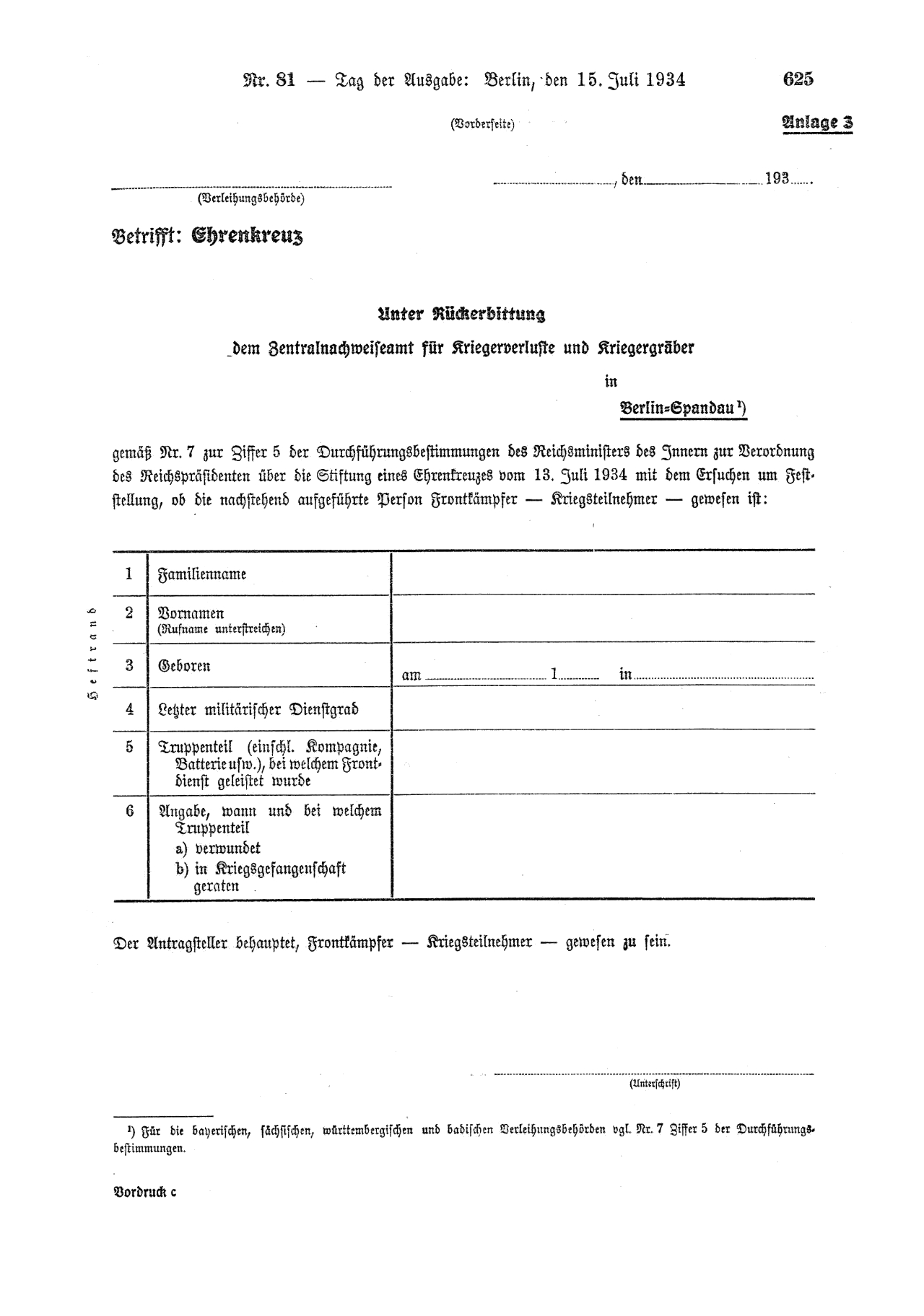
Mustervordruck für Bestätigung ob der zu Beleihende Frontkämpfer (mit Schwertern) oder Kriegsteilnehmer war
Mustervordruck für Antrag auf Ehrenkreuz für die Witwen und Eltern gefallener Kriegsteilnehmer
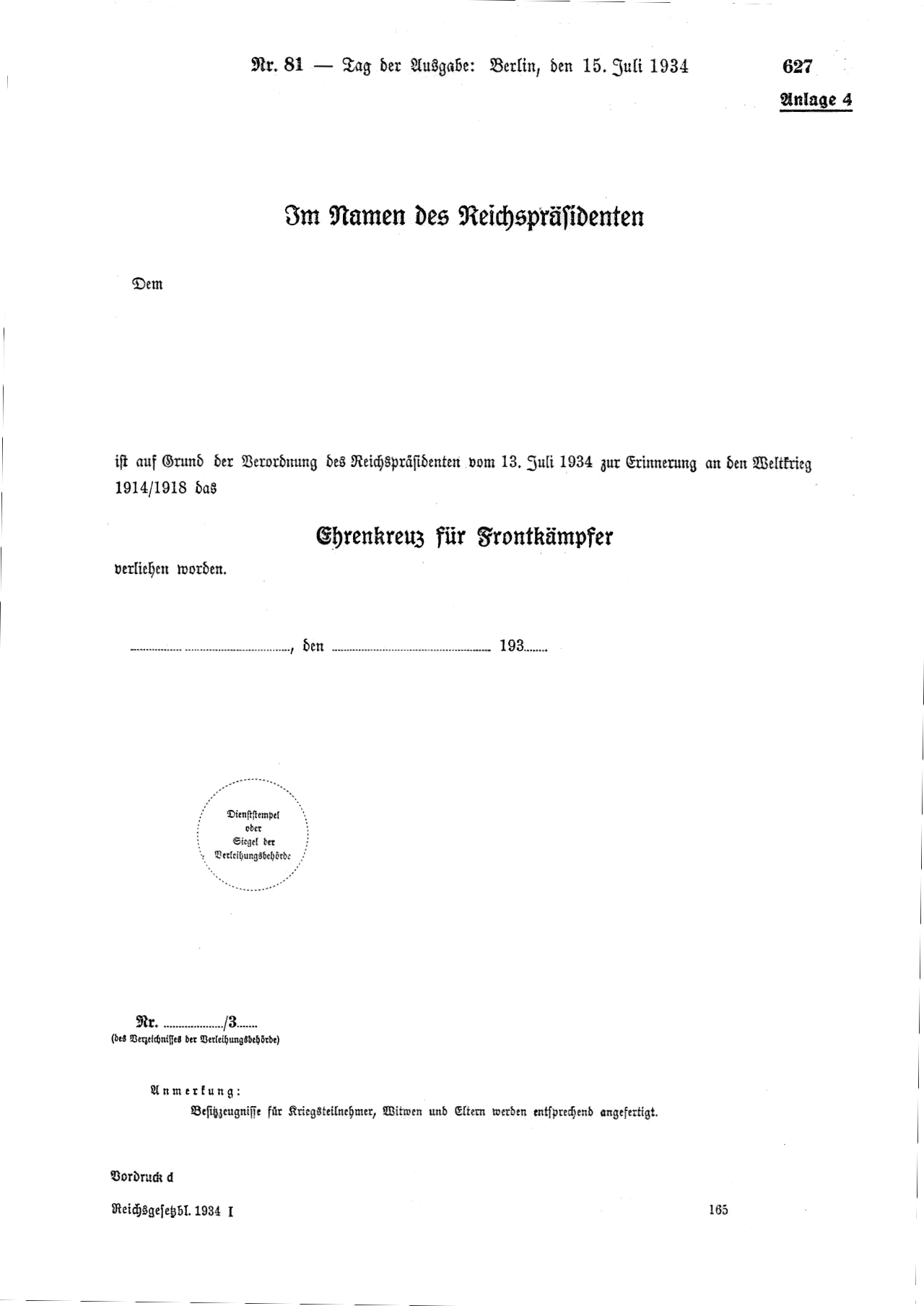
Mustervordruck für Verleihungsurkunde
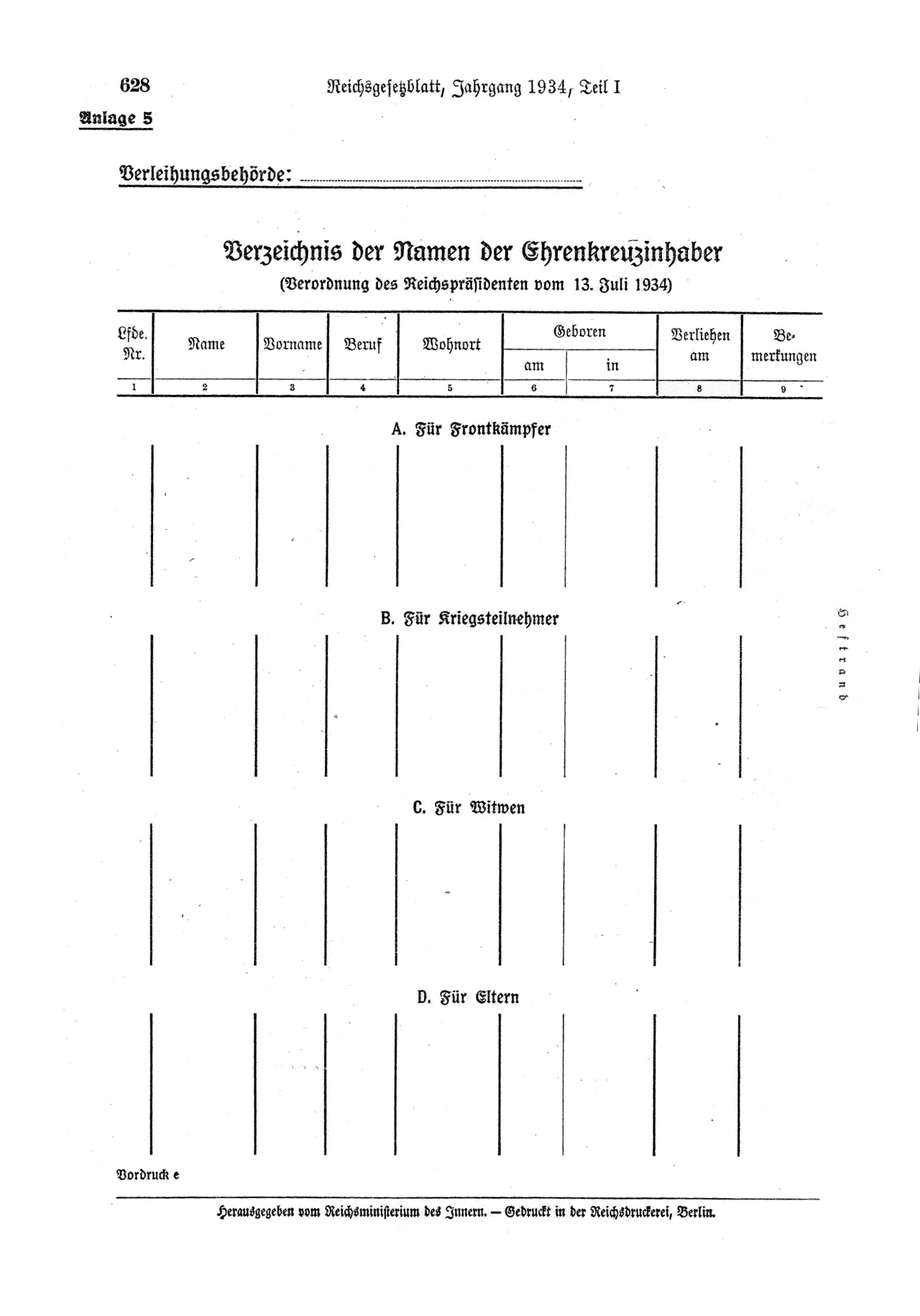
Mustervordruck des Namensverzeichnisses der Ehrenkreuzinhaber

Das Ehrenkreuz wurde oft von Gegnern des NS-Regimes, auch von jüdischen Weltkriegsteilnehmern, beantragt, weil sie sich im Besitz dieser Auszeichnung vor politischer und rassischer Verfolgung besser geschützt meinten. Auch die jüdischen Weltkriegsteilnehmer wurden mit dem Ehrenkreuz ausgezeichnet. Dies hatte später, wie andere Orden aus dem Ersten Weltkrieg, keine Auswirkung auf das Vorgehen des Regimes gegenüber den jüdischen Trägern.
Der Askari der Schutztruppe für Deutsch-Ostafrika Bayume Mohamed Husen, der seit 1929 in Berlin lebte, beantragte im Oktober 1934 die Verleihung des Ehrenkreuzes an ihn. Die deutschen Behörden beschlossen, die Auszeichnung nicht an „Farbige“ zu verleihen. Husen kaufte den Orden im Militaria-Handel. Auf mehreren Fotos ist Husen in Askari-Uniform mit dem Frontkämpfer-Abzeichen zu sehen.

## Form und Herstellung

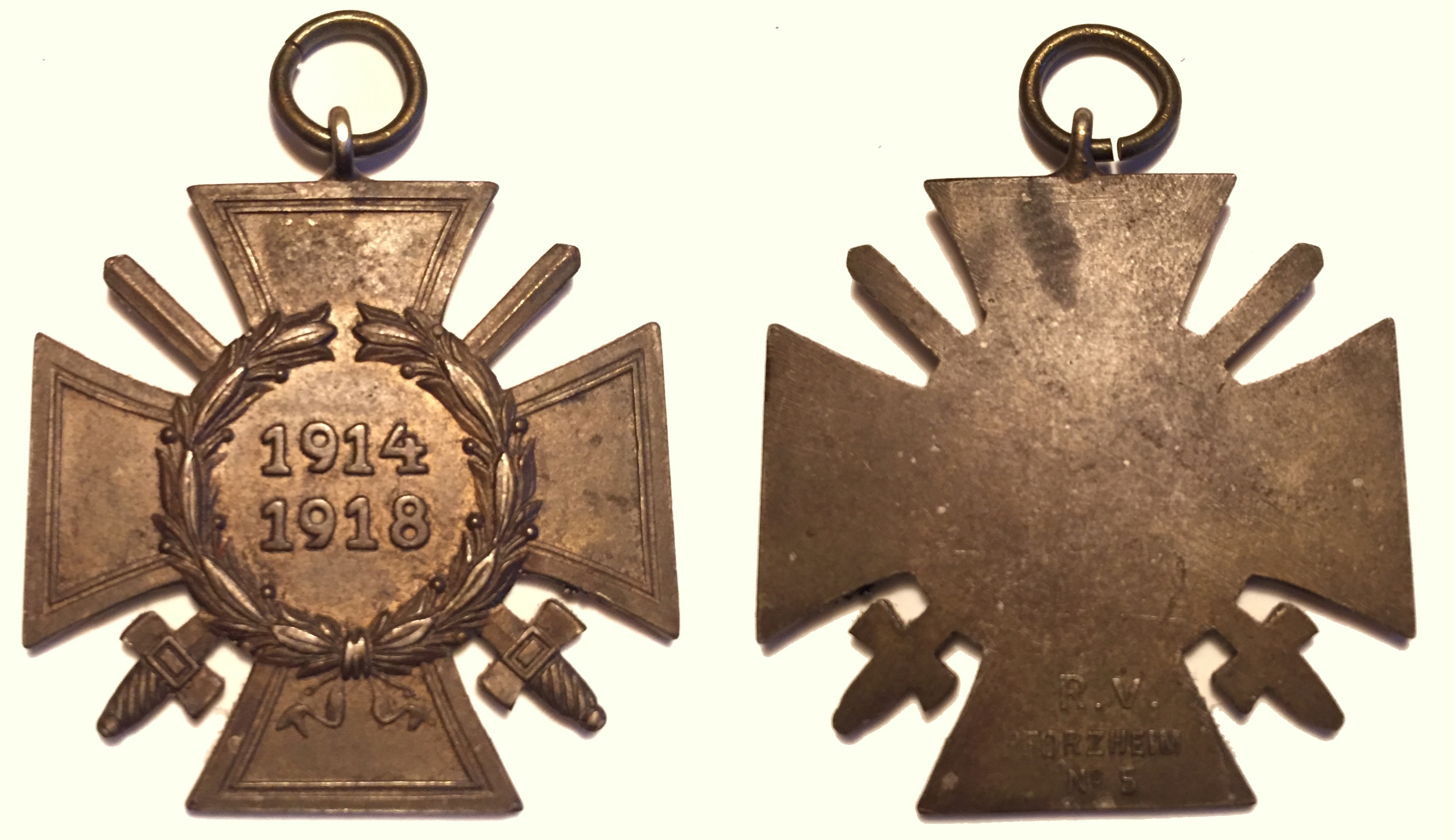
Ehrenkreuz für Frontkämpfer (1934)

Allen drei Klassen ist Form und Größe gemeinsam: Das Ehrenkreuz besteht aus Eisen. Die Form des Kreuzes ist ein 3,7 × 3,7 cm großes Tatzenkreuz, das der Kreuzform des Eisernen Kreuzes mit seinen geschweiften Armen nachempfunden ist. Es ist mit einer 2,8 mm breiten Bordierung der Kreuzarme und einer querstehenden Standardöse am oberen Arm versehen, in welche der Tragering für das Ordensband eingezogen wird. Die Kreuze für Frontkämpfer und Kriegsteilnehmer sind bronziert, das Kreuz für Hinterbliebene mit einer matt schwarzen Lackeinfärbung versehen. Das Kreuz für Frontkämpfer trägt auf der Vorderseite aufgelegt einen oben geöffneten Lorbeerkranz mit einer Schleife, die in den unteren Kreuzarm reicht. In dem Kranz stehen untereinander die Jahreszahlen 1914 und 1918, und das Kreuz ist mit zwei diagonal gekreuzten Schwertern unterlegt. Die Ausführung für Kriegsteilnehmer ist mit einem Eichen- statt mit einem Lorbeerkranz versehen, außerdem fehlen die Schwerter als Zeichen des Fronteinsatzes. Die gleiche Form (mit Eichenlaub, ohne Schwerter), aber schwarz lackiert und mit anderem Band, erhielten die Hinterbliebenen. Wegen der hohen Stückzahl stellten verschiedene Firmen die Auszeichnung her. Die Rückseite des Ehrenkreuzes ist glatt, jedoch wurden von den vielen, zur Herstellung zugelassenen Unternehmen die glatten Rückseiten dazu benutzt, um durch Firmenzeichen, Chiffren oder Buchstaben ihre Produkte zu kennzeichnen.

## Trageweise

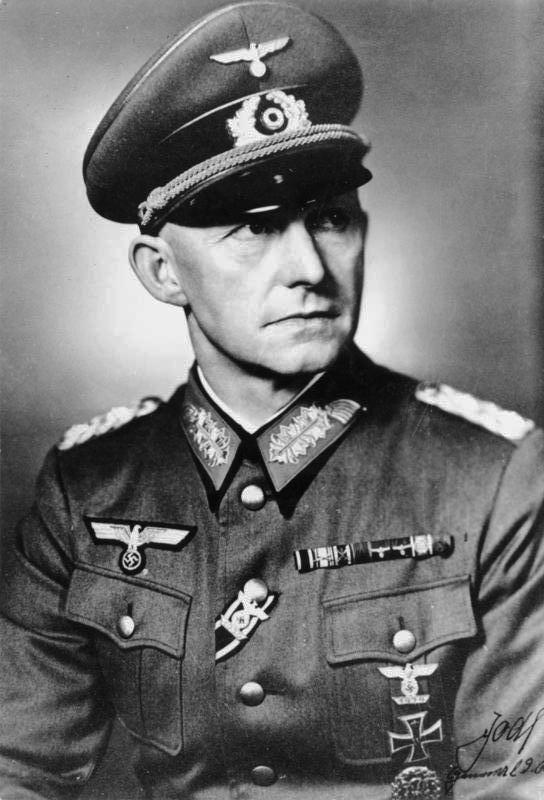
Alfred Jodl, Trageweise der Bandschnalle des Ehrenkreuzes für Frontkämpfer (2. Feldspange von links)

Das Ehrenkreuz wurde an einem schwarz-weiß-roten Band getragen. Das Band für Frontkämpfer und Kriegsteilnehmer war gleich, beim Kreuz für Hinterbliebene wurde ähnlich wie beim Eisernen Kreuz eine „weiße“ Variante geschaffen, also ein Austausch der Reihenfolge der Streifen auf dem Bande vorgenommen. Das Ehrenzeichen wurde auf der linken Brust getragen, an Ordensschnallen unmittelbar nach dem Eisernen Kreuz (soweit der Träger dieses verliehen bekommen hatte), aber vor allen Auszeichnungen der deutschen Länder. Das den Eltern verliehene Ehrenkreuz wurde von dem Vater und nach dessen Ableben von der Mutter getragen. Die Ehrenkreuze konnten auch in verkleinerter Form getragen werden. Das Tragen des Ordensbandes im Knopfloch war gestattet, jedoch nicht bei der Verleihung der Schwerter.

## Verleihungszahlen
Bis zum 31. März 1935 sind folgende Verleihungszahlen belegt:
- Frontkämpfer (mit Schwertern): 6.202.883 Kreuze,
- Kriegsteilnehmer (ohne Schwerter): 1.120.449 Kreuze,
- Ehrenkreuz für die Witwen und Eltern gefallener Kriegsteilnehmer
  - für Witwen: 345.132 Kreuze,
  - für Eltern: 372.950 Kreuze.

Diese Zahl von insgesamt 8.041.414 Kreuzen ist jedoch als ungenau anzusehen, da der Reichsminister des Innern Wilhelm Frick am 30. November 1938 die Vorschriften dahingehend abänderte, dass nunmehr das Ehrenkreuz auch an Personen verliehen werden konnte, die in der „Ostmark“ und in sudetendeutschen Gebieten wohnhaft waren. Ebenso konnte das Ehrenkreuz nach einer weiteren Verfügung vom 30. Juni 1942 auch an volksdeutsche Weltkriegsteilnehmer verliehen werden, die in den „wiedergewonnenen“ Gebieten im Westen und Osten wohnhaft waren (z. B. Elsaß-Lothringen usw.). Vorsichtige Schätzungen gehen daher davon aus, dass die Gesamtzahl aller Ehrenkreuze bis 1945 bei 10.000.000 gelegen hat.

## Sonstiges
Laut Gesetz über Titel, Orden und Ehrenzeichen vom 26. Juli 1957 ist das Tragen dieser Auszeichnung in der Bundesrepublik Deutschland den Inhabern gestattet. Das genannte Gesetz enthält hinsichtlich des Ehrenkreuzes keine explizite Nennung und schreibt auch keine abgeänderte Form vor, da das Kreuz schon mit seiner Stiftung ohne nationalsozialistische Symbole entworfen worden war.